# Žitvatorocký mír

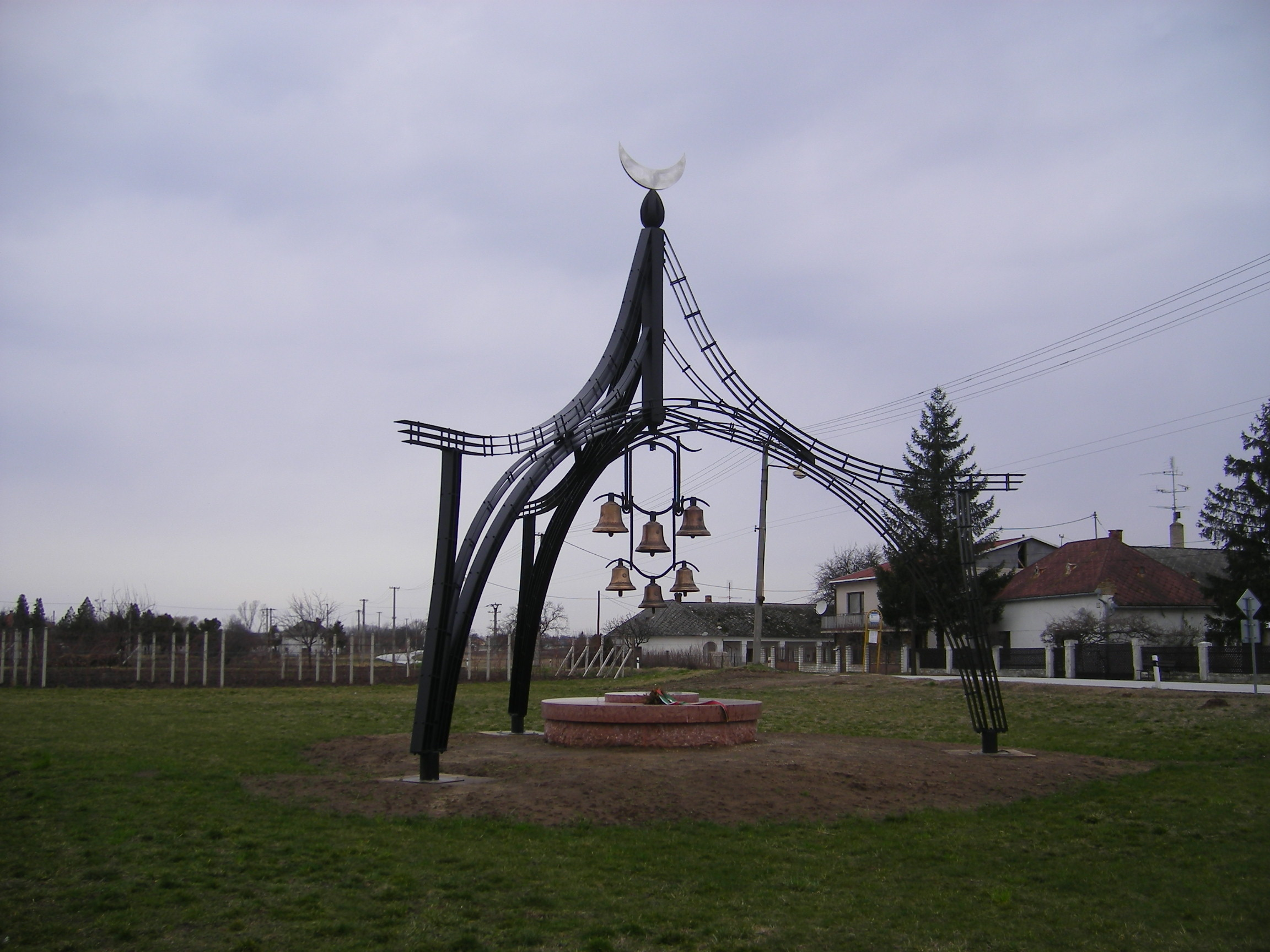
Památník Žitavského míru v Radvani nad Dunajom

Žitvatorocký mír nebo též žitavský mír byla mírová smlouva uzavřená v roce 1606 mezi Osmanskou říší a Habsburskou monarchií. Mír se nazývá podle místa podpisu při tehdejším ústí řeky Žitavy do Dunaje (Zsitvatorok = maďarsky „Žitavské ústí“), dnes místní část Žitava v obci Radvaň nad Dunajom.